# Vladimir Morozov
Vladimir Viktorovitj Morozov (ryska: Владимир Викторович Морозов), född 16 juni 1992 i Novosibirsk, är en rysk simmare.

## Karriär
Morozov tävlade i tre grenar för Ryssland vid olympiska sommarspelen 2012 i London. Han tog en bronsmedalj som en del av Rysslands lag på 4 x 100 meter frisim. Morozov tävlade även i 100 meter ryggsim och var en del av Rysslands lag på 4 x 100 meter medley.
Vid olympiska sommarspelen 2016 i Rio de Janeiro tävlade Morozov i fyra grenar. Han tog sig till semifinal på både 50 och 100 meter frisim. Morozov var även en del av Rysslands lag som slutade på 4:e plats på både 4 x 100 meter frisim och 4 x 100 meter medley. Vid olympiska sommarspelen 2020 i Tokyo tog sig Morozov till semifinal på 50 meter frisim, där han slutade på 16:e plats. Han var även en del av Ryska olympiska kommitténs lag som slutade på sjunde plats på 4×100 meter frisim.
I november 2021 vid kortbane-EM i Kazan tog Morozov brons på 50 meter frisim. Han var även en del av Rysslands stafettlag som tog silver på 4×50 meter medley och brons på 4×50 meter frisim.